# Lelé Guillén
Leslie Patricia Guillén Benavides (Lima, 9 de abril de 1988), conocida artísticamente como Lelé Guillén, es una cantante y actriz peruana de teatro y televisión.
Inició su carrera actoral desde muy joven. Tras estudiar 4 años de actuación en Perú, se mudó a Sao Paulo para continuar su carrera artística, tomando clases de actuación para cine, teatro danza y claun.

## Teatro
- 2011: Crónica de una muerte anunciada[3]
- 2014: Sueño de una noche de verano[1]
- 2014: Vocal Drama Queens[4]
- 2015: Historia de un caballo[5]
- 2017: Macbeth[6]
- 2018: Las chicas de 4to C[7]

## Filmografía

### Películas
- 2014: La amante del Libertador[8]
- 2015: Musa[9]

### Televisión
| Año  | Título               | Personaje               | Ref.          |
| ---- | -------------------- | ----------------------- | ------------- |
| 2011 | Gamarra              | Gloria Gamarra          | [ 10 ]        |
| 2011 | La Perricholi        | Carmencita              | [ 2 ]         |
| 2013 | Cholopowers          | Rosalinda               | [ 11 ]        |
| 2013 | Mi amor, el wachimán | Tibisay Puma Cahuide    | [ 4 ]         |
| 2015 | Nuestra historia     | Milagros Robles Cáceres |               |
| 2019 | Estoy vivo           | Alicia Izquierdo        | [ 12 ] [ 13 ] |
| 2025 | Eres mi sangre       | Lucía                   |               |